# Louis-François Duplessis de Mornay
Pour les articles homonymes, voir Duplessis et Mornay.
Louis-François Duplessis de Mornay, né le 20 septembre 1663 à Vannes et décédé le 28 novembre 1741 à Paris, est un ecclésiastique français. Il est évêque de Québec de 1728 à 1733.

## Biographie
Capucin, natif de Vannes, en Bretagne, il est choisi par Monseigneur de Saint-Vallier pour être son coadjuteur à l'évêché de Québec. Ce choix ayant été agréé, il obtient des bulles de Clément XI, datées du mois de mars 1713, et est sacré à Paris, dans l'église des Capucins, rue Saint-Honoré, par le cardinal de Rohan, sous le titre d'évêque d'Euménie (de) en Phrygie, le 22 avril 1714.
Il va faire sa résidence à Cambrai, dont l'archevêque est absent. À la mort de Monseigneur de Saint-Vallier, il est reconnu évêque de Québec, à Paris, le 31 mai 1728. Il adresse, le même jour, à M. Eustache Chartier de Lotbinière (en), archidiacre de la cathédrale, une procuration à l'effet de prendre, en son nom, possession du siège épiscopal de Québec; ce qui est fait le 15 septembre de la même année.
Il obtient M. Pierre-Herman Dosquet pour coadjuteur, et l'envoie en Nouvelle-France en 1729. Il se démet de son évêché de Québec le 12 septembre 1733, à Paris, où il meurt le 28 novembre 1741, âgé de 78 ans, sans jamais être venu au Canada.